# Locuțiune
Locuțiunea este, în gramatică și în lexicologie, un grup de cuvinte cu înțeles unitar care se comportă, din punct de vedere gramatical, ca o singură parte de vorbire. Locuțiunile fac parte din categoria mai mare a perifrazelor. Conform altei definiții, locuțiunea este un tip de expresie fixă (de grup neanalizabil) caracterizată, în afară de sensul global unitar, prin trăsături morfosintactice probând, pe de o parte, pierderea autonomiei gramaticale a măcar unuia dintre elementele grupului, iar, pe de alta, funcționarea de ansamblu ca a unui singur cuvânt.

## Criterii ale locuțiunii
Pentru a stabili dacă un grup de cuvinte este locuțiune, se pot aplica mai multe criterii, dar numai unele locuțiuni le îndeplinesc pe toate:
- Poate fi înlocuită cu un singur cuvânt (criteriu paradigmatic), ex. fr  Il voyage en chemin de fer „Călătorește cu trenul” (literal „… pe calea ferată” / Il voyage en voiture „Călătorește cu mașina”.
- Nu respectă vreo regulă de construcție, de exemplu nu există determinant abstract asociat cu substantivul din ea (criteriu sintactic): fr  avoir lieu „a avea loc”.
- Sensul ei este altul decât cel al componentelor ei considerate separat, sau este sinonimă cu un cuvânt (criteriu semantic): fr  bande dessinée „bandă desenată”, ro  aducere aminte – amintire, de valoare – valoros, -oasă, cine știe cine – cineva, a-și bate joc – a batjocori[1].
- Conține un element care nu mai este folosit în limba actuală (arhaism), sau un regionalism neacceptat de varietatea standard a limbii în afara locuțiunii: ro  a da buzna, în zadar[4], fr  d’ores et déjà „de-acum” (lit. „de-acum și deja”).
- Conține o formă flexionară neacceptată de standard în afara locuțiunii: a băga în sperieți, de-a prinselea, pe de lături[4].

## Locuțiuni aparținând diferitelor părți de vorbire
În unele limbi, precum româna sau franceza, există locuțiuni pentru aproape toate părțile de vorbire. Pentru română fac excepție, după unii lingviști, numeralul și articolul, după alții numai articolul, locuțiuni numerale fiind considerate numeralele distributive (câte doi, câte trei, câte un sfert etc.).
Există, prin urmare, locuțiuni:
- substantivale: ro  băgare de seamă[1], fr  chemin de fer „cale ferată”[7];
- adjectivale: ro  în floarea vârstei[1], fr  comme il faut „cumsecade”[7];
- pronominale: ro  vrute și nevrute[1], fr  quelque chose „ceva”[7];
- verbale: ro  a o lăsa moartă[1], fr  avoir lieu „a avea loc”[7], hu  harcot folytat „a duce o luptă”[8], cnr  voditi borbu „a duce o luptă”[9];
- adverbiale: ro  cu noaptea-n cap[1], fr  à son corps défendant „împotriva voinței sale” (lit. „apărându-și corpul”)[7];
- prepoziționale: ro  de față cu[1], fr  quant à „cât despre”[7];
- conjuncționale: ro  în schimb[1], fr  bien que „cu toate că”[7];
- interjecționale: ro  ți-ai găsit![1], fr  Par exemple ! „Asta-i bună!” (lit. „De exemplu!”)[7].

Există uneori paralelisme de structură între locuțiuni corespunzătoare unor părți de vorbire diferite. Exemple:
- cu toate acestea (locuțiune adverbială) – cu toate că (locuțiune conjuncțională);
- în jur (locuțiune adverbială) – în jurul (locuțiune prepozițională);
- înainte de (a) (locuțiune prepozițională) – înainte (ca) să (locuțiune conjuncțională).

Uneori asemenea paralelisme se creează prin derivare: a aduce aminte > aducere aminte, a băga de seamă > băgare de seamă și băgător de seamă.